# Шпанија на Европском првенству у атлетици на отвореном 1962.
Шпанија је учествовала на 7. Европском првенству у атлетици на отвореном 1962. одржаном у Београду од 12. до 16. септембра.. Ово је било 3. европско првенство у атлетици на отвореном на којем је Шпанија учествовала. Репрезентацију Исланда представљало је 6 атлетичара који су се такмичили у седам дисциплина.
На овом првенству представници Шпаније нису освојили ниједну медаљу нити су оборили неки рекорд. У табели успешности према броју и пласману такмичара који су учествовали у финалним такмичењима (првих 8 такмичара) шпанија није имала ниједног учесника у финалу. На првенству је учестрвовало 29 земаља.

## Учесници
Мушкарци:
- Алберто Естебан — 800 метара
- Томас Барис — 1,500 метара
- Маријано Аро — 10,000 метара
- Мигуел Наваро — Маратон
- Емилио Кампра — 110 м препоне
- Луис фелипе Арета — Скок удаљ, Троскок

## Резултати

### Мушкарци
| Атлетичар         | Дисциплина    | Квалификације | Квалификације | Полуфинале           | Полуфинале           | Финале               | Финале             | Детаљи |
| Атлетичар         | Дисциплина    | Резултат      | Место         | Резултат             | Место                | Резултат             | Место              | Детаљи |
| ----------------- | ------------- | ------------- | ------------- | -------------------- | -------------------- | -------------------- | ------------------ | ------ |
| Алберто Естебан   | 800 м         | 1:51,9        | 3. у гр. 6    | Није се квалификовао | Није се квалификовао | Није се квалификовао | =12 / 23 (24)      |        |
| Томас Барис       | 1.500 м       | 3:50,0        | 7. у гр. 3    |                      |                      | Није се квалификовао | 20 / 23            |        |
| Маријано Аро      | 10.000 м      |               |               |                      |                      | Нису завршили трке   | Нису завршили трке |        |
| Мигуел Наваро     | Маратон       |               |               |                      |                      | Нису завршили трке   | Нису завршили трке |        |
| Емилио Кампра     | 110 м препоне | 15,4          | 5. у гр. 2    | Није се квалификовао | Није се квалификовао | Није се квалификовао | 20 / 20 (23)       |        |
| Луис фелипе Арета | Скок удаљ     | 7,27          | 15.           |                      |                      | Није се квалификовао | 15 / 20            |        |
| Луис фелипе Арета | Троскок       | 15,06 ЛРС     | 22.           | 22 / 23              |                      | Није се квалификовао |                    |        |